# Falsche Disjunktion
Der Fehlschluss durch falsche Disjunktion (engl. Fallacy of imperfect disjunction, alternative Bezeichnungen s. u.) ist ein Fehlschluss aus einer Annahme der Form „entweder A oder B (oder C usw.)“, bei der
1. die möglichen Alternativen unvollständig sind, d. h. noch weitere Fälle möglich sind, und/oder
2. mehrere Alternativen eintreten können und die Disjunktion daher falsch ist.

## Definition
Gustav Adolf Lindner bezeichnet den Fehlschluss durch falsche Disjunktion als eine der drei Formen der Fallacia falsi medii (dt. Erschleichung): 

„3. Durch falsche Disjunction, wenn die Disjunktionsreihe im Obersatze eine unvollständige ist. Ist der indirecte Beweis auf eine solche unvollständige, aber für vollständig gehaltene Disjunctionsreihe basirt, so kann wenn gerade das übergangene Disjunctionsglied das im vorliegenden Falle giltige ist, ein Fehlschluss herbeigeführt werden. Z. B.: Dieser Mensch ist entweder Christ oder Atheist; Sokrates war entweder Altbürger oder Sophist. (Obersatz in dem Beweise für die Schuld des Sokrates).“

Auch für Friedrich Ueberweg ist der Fehlschluss durch falsche Disjunktion eine Form der Fallacia falsi medii: 

„Der Beweisversuch aus falschen Prämissen wird, sofern die Unrichtigkeit in der Verknüpfung des Mittelbegriffs mit den anderen Begriffen liegt, fallacia falsi medii genannt. Bei dem indirecten Beweise ist unter den Unrichtigkeiten in den Prämissen die häufigste und nachtheiligste, die unvollständige, aber fälschlich für vollständig gehaltene Disjunktion im Obersatze.“

Seit Lindner und Ueberweg hat sich die Logik dramatisch verändert. Deshalb nennt man heute jeden Schluss, bei dem eine der Prämissen eine Disjunktion ist, die falsch ist, einen Fehlschluss durch falsche Disjunktion.
Schon Hermann Lotze hatte einen weiteren Fall im Blick: die unvollständige Fallunterscheidung. Wenn eine Behauptung für jedes Disjunktionsglied gilt, dann gilt sie, falls die Disjunktion vollständig ist, für jeden Fall. Liegt aber eine falsche Disjunktion vor, kann es sein, dass die Behauptung gerade für eine Alternative nicht gilt, die in der Disjunktion fehlt.
N. I. Kondakow liefert folgendes Beispiel für den Fehlschluss durch falsche Disjunktion:
Jedes chemische Element ist entweder fest oder flüssig.

Sauerstoff ist nicht fest.

Es folgt: Sauerstoff ist flüssig.
Der Satz ist falsch, da die erste Prämisse unvollständig ist, da es auch gasförmige Elemente gibt.
Ein anderes Beispiel:
Tiere sind männlich oder weiblich.

Dieses Tier ist nicht männlich.

Daraus folgt: Dieses Tier ist weiblich.
Bei diesem Beispiel wird übersehen, dass es Tiere gibt, die beide Geschlechter haben, und andere, die geschlechtslos sind.
Dieses Beispiel zeigt, dass die Disjunktion nicht nur falsch sein kann, weil sie unvollständig ist, sondern auch, weil mehrere Alternativen gemeinsam auftreten können. Diese Möglichkeit hat bereits Charles Gray Shaw zu dem Fehlschluss gezählt.

## Alternative Bezeichnungen
Für den Fehlschluss sind andere Bezeichnungen üblich. So sprechen Jakob Friedrich Fries und Hermann Lotze von der unvollständigen Disjunktion (engl. incomplete disjunction). Andere sprechen vom Fehlschluss der falschen Alternative, Bifurkationsfehlschluss (engl. Fallacy of bifurcation) oder vom Sherlock-Holmes-Fehlschluss (engl. Sherlock Holmes fallacy).

## Spezialfälle

### Falsches Dilemma
Besteht die falsche Disjunktion nur aus zwei Disjunktionsgliedern spricht man von einem falschen Dilemma oder vom Entweder-oder-Fehlschluss (engl. either/or fallacy).

### Alles-oder-Nichts-Fehlschluss
Ein Spezialfall des falschen Dilemmas ist der Alles-oder-Nichts-Fehlschluss (engl. All-or-Nothing fallacy), auch als Schwarz-und-Weiß-Fehlschluss (engl. Black-and-White fallacy) bezeichnet. Dabei werden die beiden Enden einer Skala zur Disjunktion gemacht. Es wird so getan, als gäbe es keine Zwischenformen. Etwas ist stark oder schwach, gut oder schlecht bzw. schwarz oder weiß.
Beispiel:
Entweder Du willst Privatheit oder Sicherheit.
Du willst Sicherheit.
Daraus folgt: Du willst keine Privatheit.

### Glückliche Disjunktion
Man kann bei einer falschen Disjunktion Glück haben, dass, obwohl die Disjunktion unvollständig ist, trotzdem die Schlussfolgerung stimmt, da aus Falschem ja auch auf Wahres geschlossen werden kann. Man spricht dann vom Fehler der glücklichen Disjunktion (engl. mistake of lucky disjunction).
So kann der Arzt beispielsweise nicht alle möglichen Krankheitsursachen betrachten, aber die tatsächliche in seinem Blickwinkel haben, wenn er dann alle bis auf eine ausschließt, und die eine stimmt, dann liegt eine glückliche Disjunktion vor.

## Ähnliche Fälle
Obwohl bei der Beschreibung gewöhnlich Beispiele zu finden sind, bei denen es sich um ein ausschließendes Oder handelt, funktioniert dieser Fehler auch bei einem einschließenden Oder.